# فن بحري

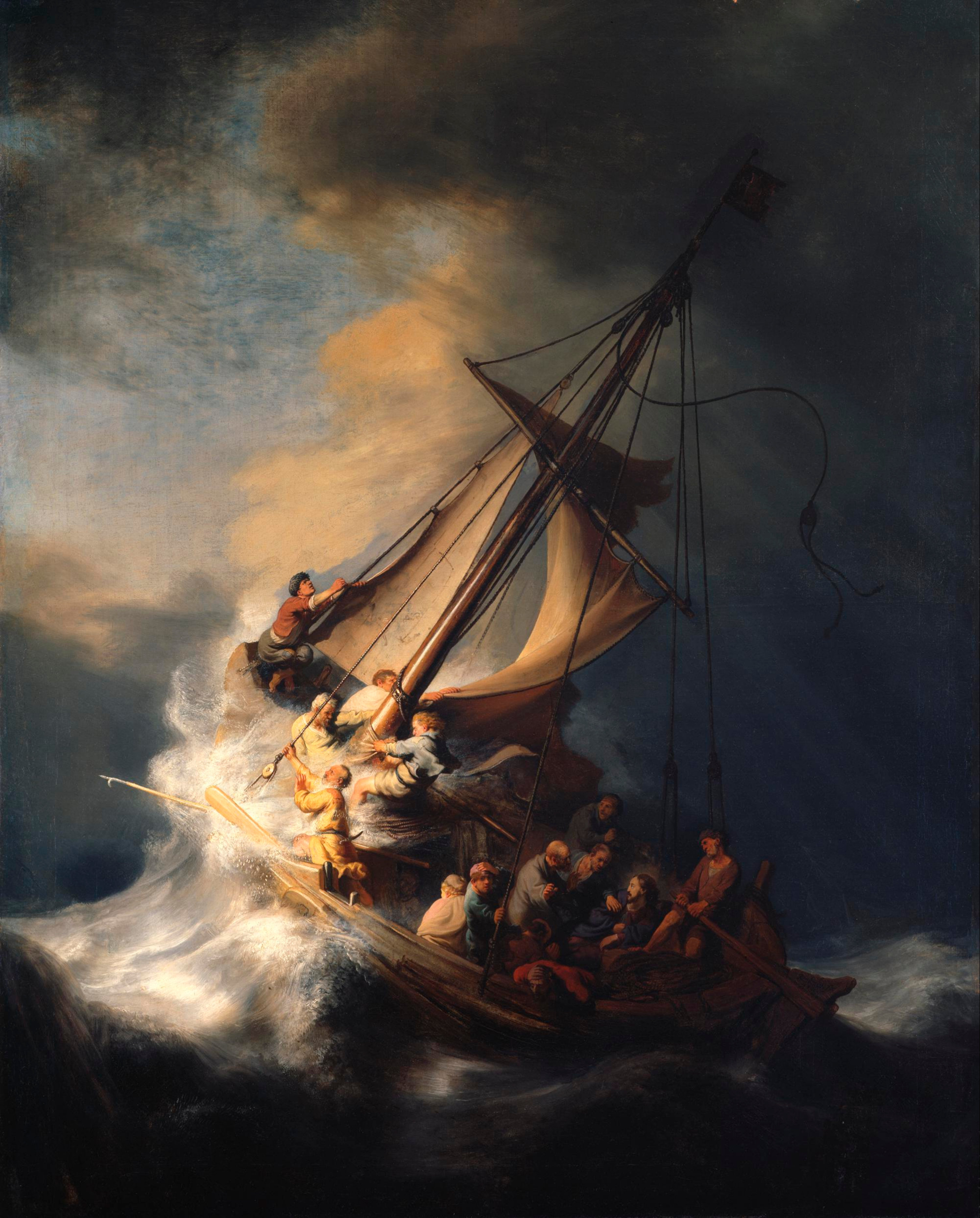
تحفة رامبرانت المسروقة، عاصفة بحر الجليل (1633).

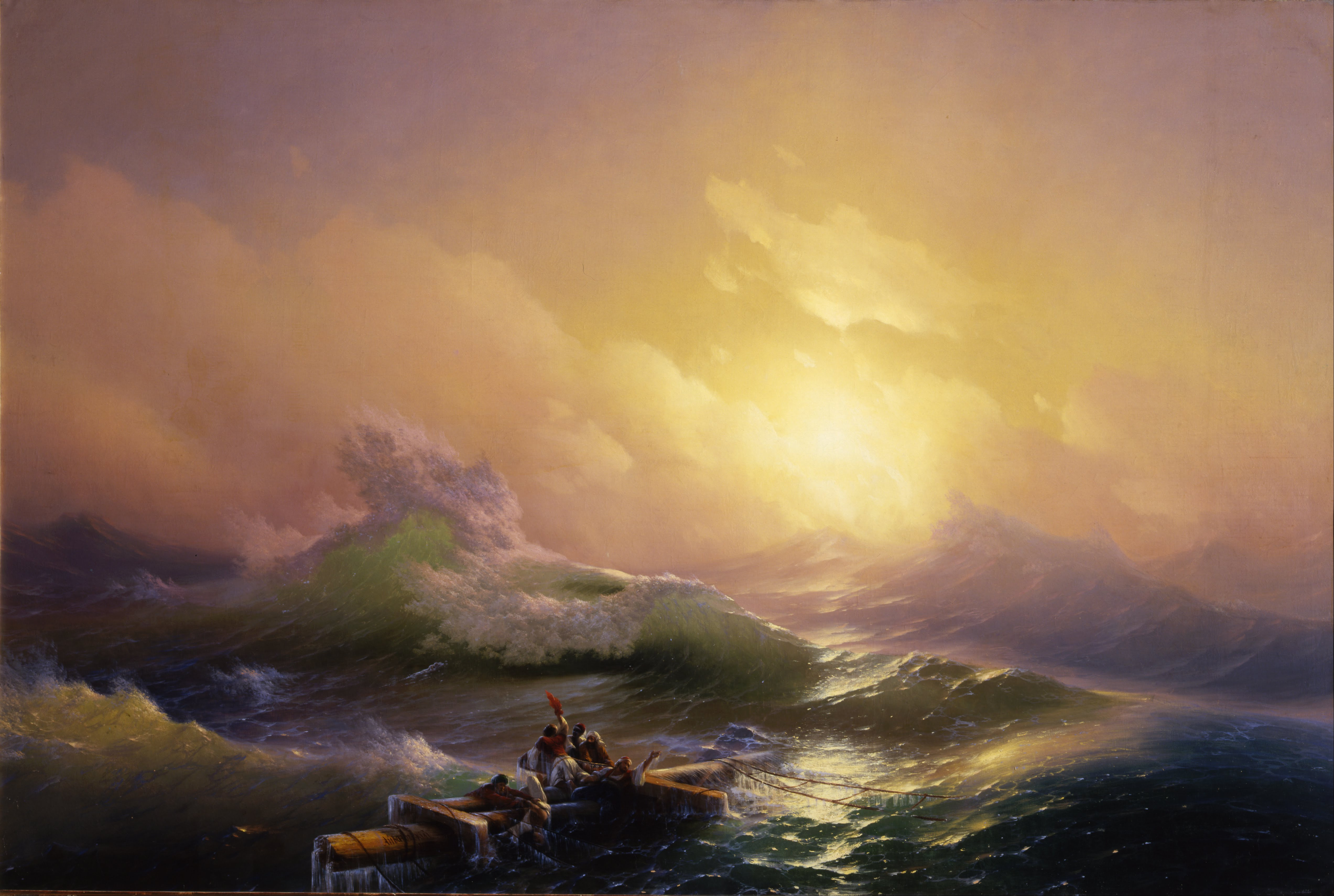
الموجة التاسعة بريشة الرسام البحري إيفان إيفازوفسكي عام 1850. المتحف الروسي في سانت بطرسبرغ

الفن البحري هو أي شكل من أشكال الفن التصويري (أي الرسم والتلوين والنحت وغيرها) الذي يصور أو يستمد إلهامه الرئيس من البحر. الرسم البحري هو نوع فني يُعنى بالسفن والبحر، وهو نوع كان له مكانته في القرنين السابع عشر والتاسع عشر. في الممارسة العملية، غالبًا ما يغطي المصطلح فنًا يظهر السفن على الأنهار ومصبات الأنهار ومشاهد الشواطئ وتعرض هذه الفنون جميع أنواع وأشكال القوارب دون أي تمييز صارم. يجب أن يتضمن «الفن البحري» بالمعنى الدقيق للكلمة دائمًا عنصرًا من عناصر الملاحة البحرية البشرية، في حين أن «الفن البحري» (marime art) يشتمل أيضًا مناظر بحرية خالصة بولكن دون عنصر بشري، على الرغم من أن هذا التمييز قد لا يُلاحظ في الممارسة العملية.
أُدرجت السفن والقوارب في الفن منذ العصور الأولى تقريبًا، لكن الفن البحري لم يصبح نوعًا متميزًا وله فنانين متخصصين إلا في نهاية العصور الوسطى. معظم الإنتاج في هذا الفن كان ينحصر في شكل «صورة السفينة»، وهو نوع من العمل الفني الذي لا يزال يحظى بشعبية ويركز على تصوير سفينة واحدة. مع ظهور فن المناظر الطبيعية خلال عصر النهضة، أصبح ما يمكن تسميته بالمناظر الطبيعية البحرية عنصراً أكثر أهمية في الأعمال، لكن المناظر البحرية النقية كانت نادرة فيما بعد.

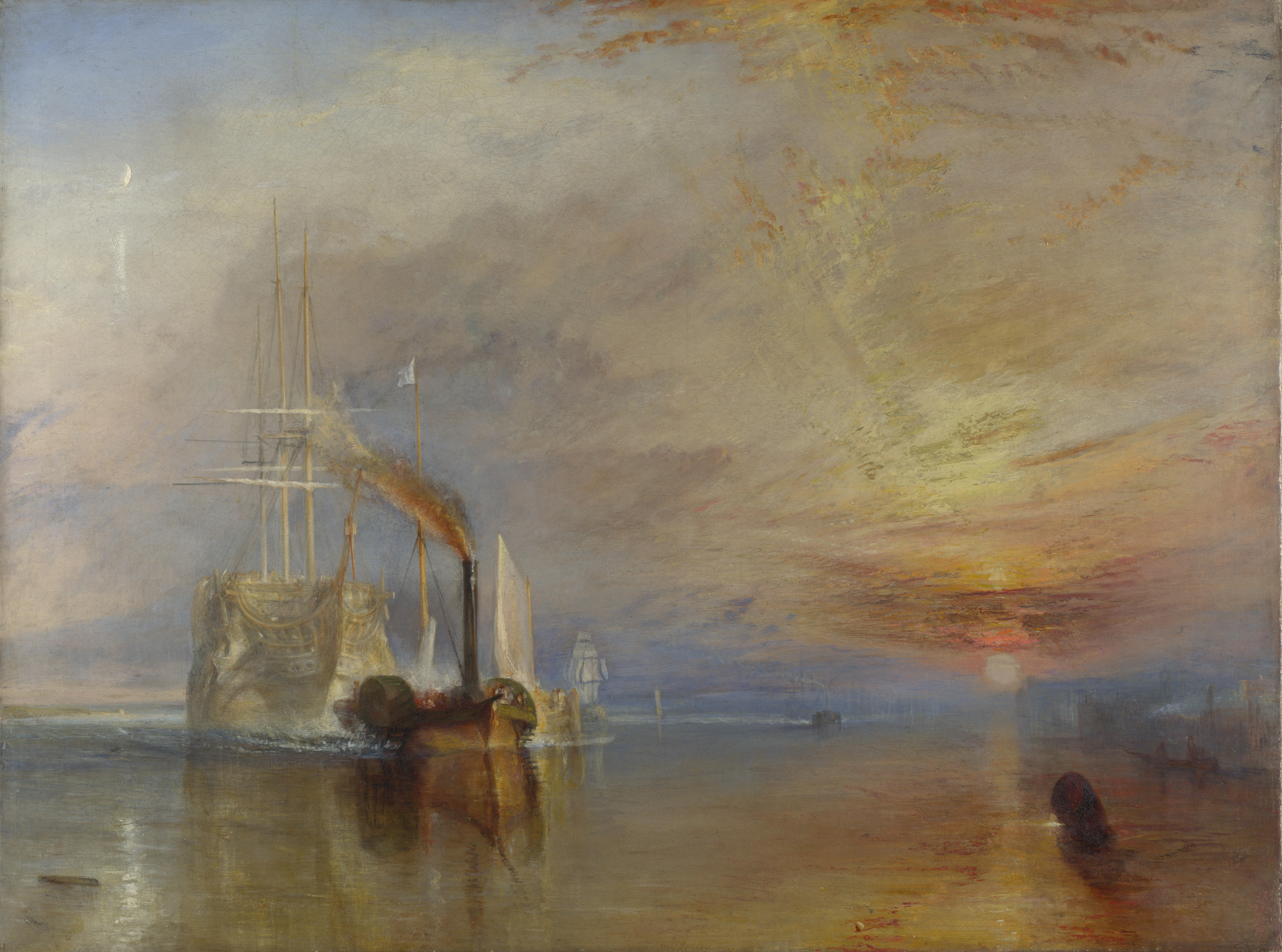
سَحب المُقَاتِلَةُ تيَميراير إلى مثَوَاها الأَخير لوحة زيتية بريشة الفنان الإنجليزي ويليام تورنر ، رُسمت عام 1838، تصور اللوحة السفينة أج أم أس تيميراير ذات الـ 98 مدفعًا، وهي واحدة من آخر السفن ذات الدرجة الثانية التي لعبت دورًا في معركة طرف الغار ، حيث تم سحبها فوق نهر التايمز بواسطة قاطرة بخارية ذات عجلة مجداف في عام 1838 ، نحو نهايتها. مرسى في روثرهيث ليتم تفكيكه. المعرض الوطني.

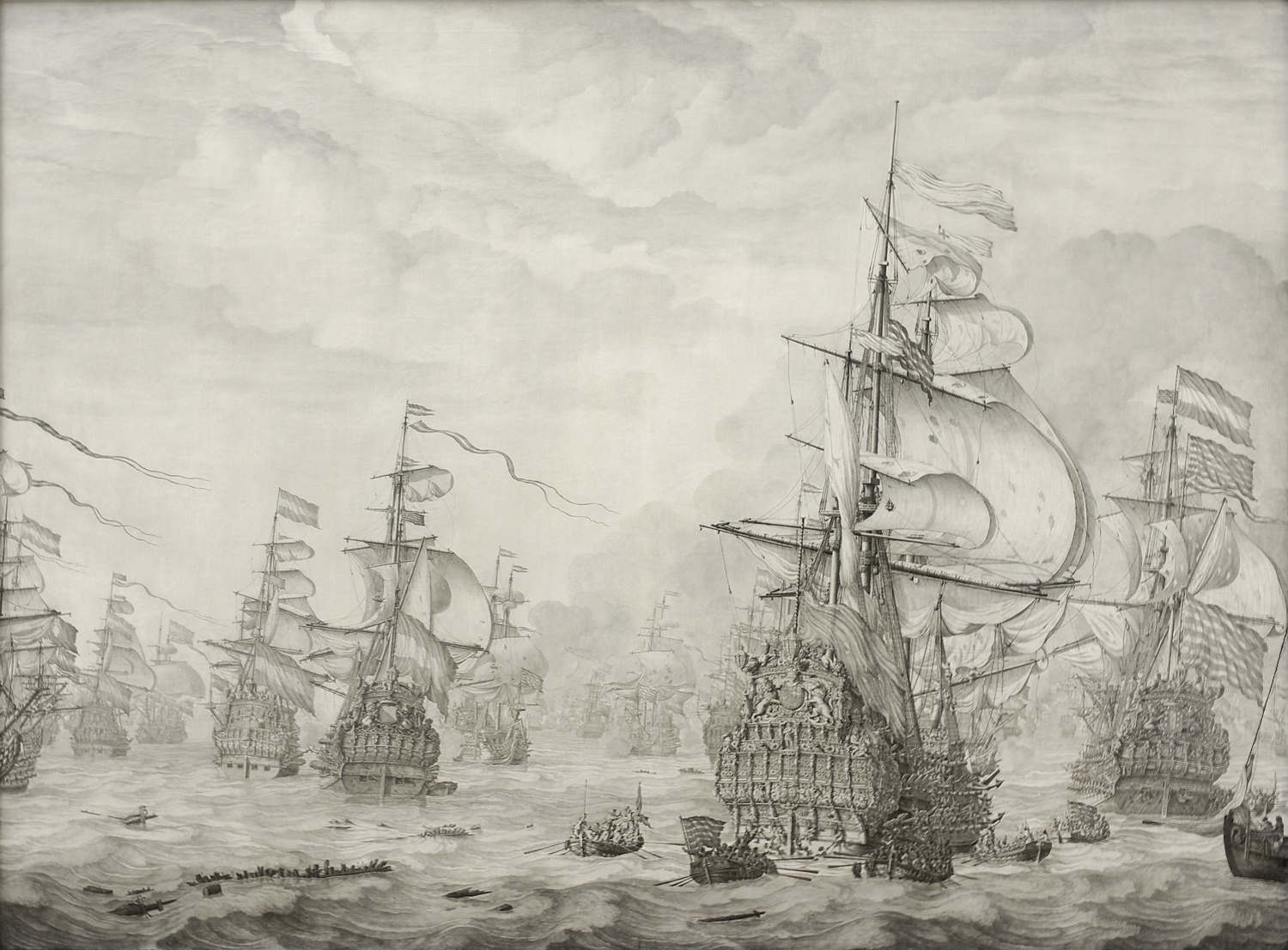
لوحة ويليم فان دي فيلدي القبض على الأمير الملكي خلال معركة الأربع أيام ، 1666.

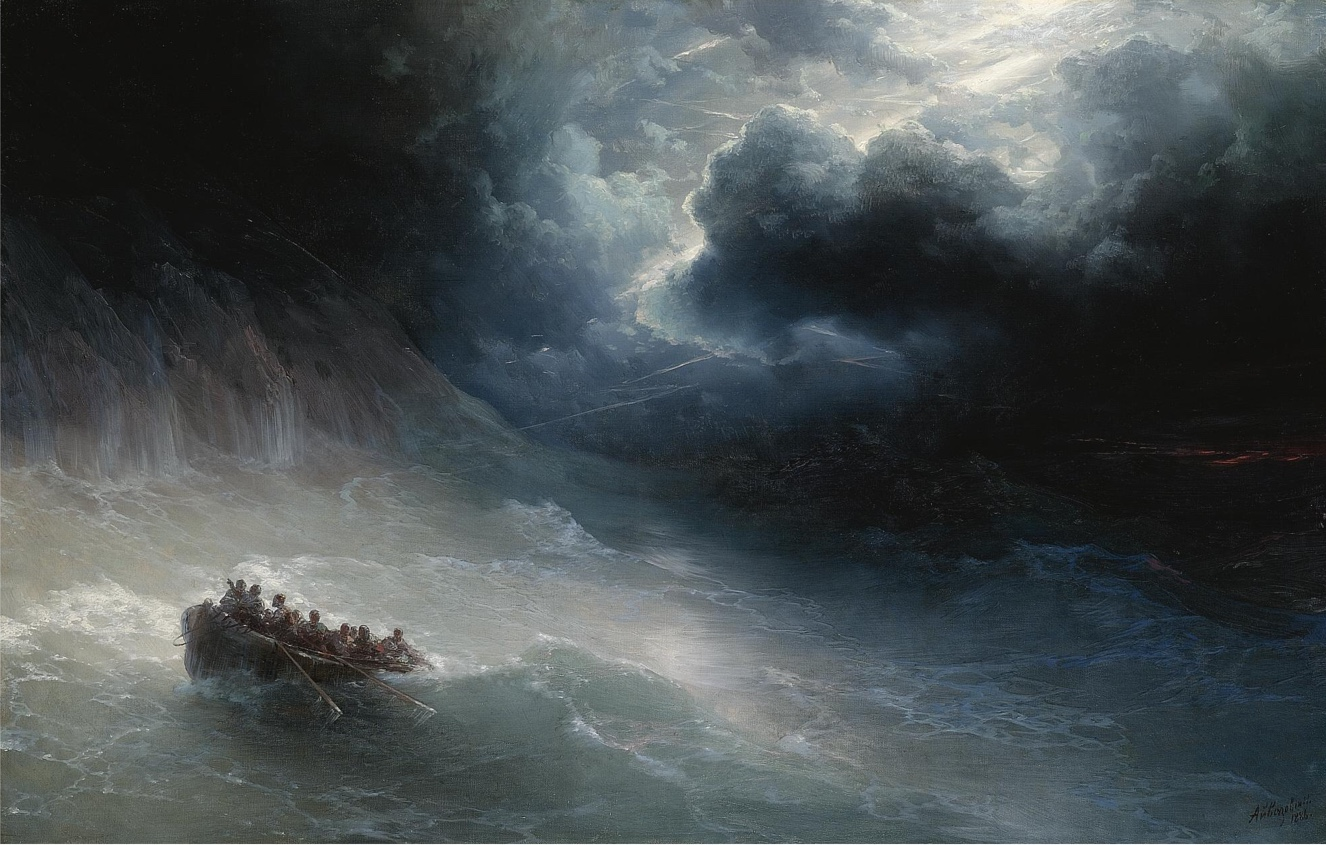
غضب البحار بريشة الرسام البحري إيفان إيفازوفسكي سنة 1886. ألان ضمن مجموعة خاصة.

بدأ الفن البحري، وخاصة الرسم البحري - كنوع معين منفصل عن المناظر الطبيعية - في العصر الذهبي الهولندي للرسم في القرن السابع عشر. كانت اللوحة البحرية نوعًا رئيسا في لوحة العصر الذهبي الهولندي، مما يعكس أهمية التجارة الخارجية والقوة البحرية للجمهورية الهولندية، وذلك مع أن الفنانين البحريين الأوائل في المهنة لم يرسموا سوى القليل هذا النوع.

## معرض صور

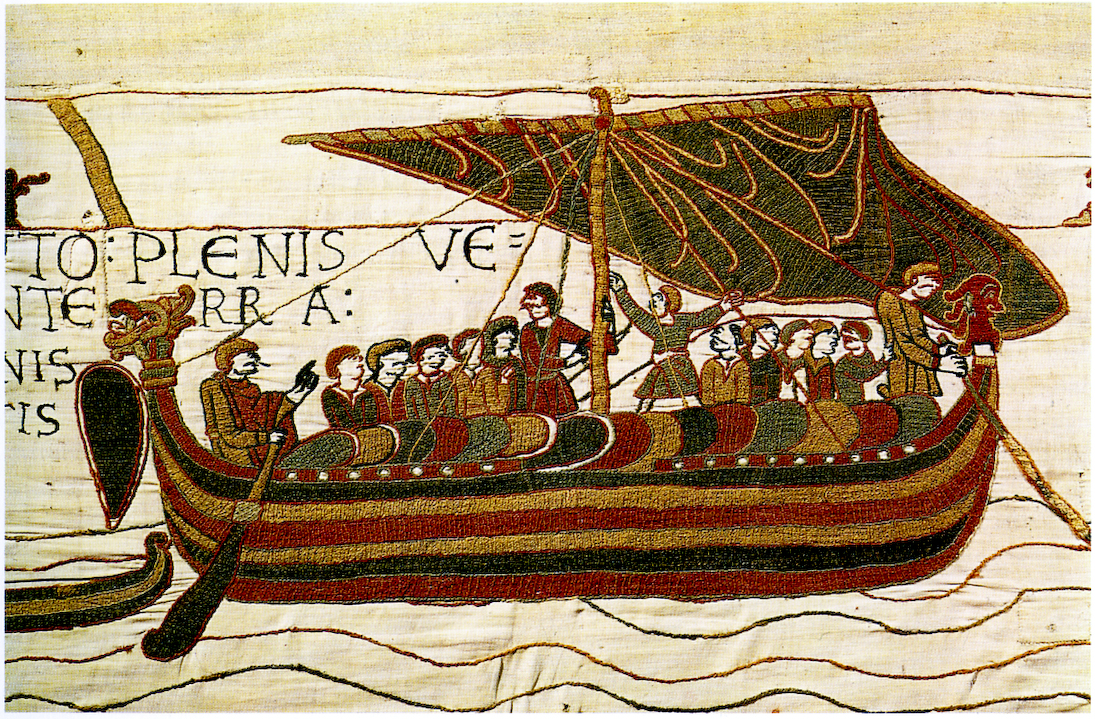
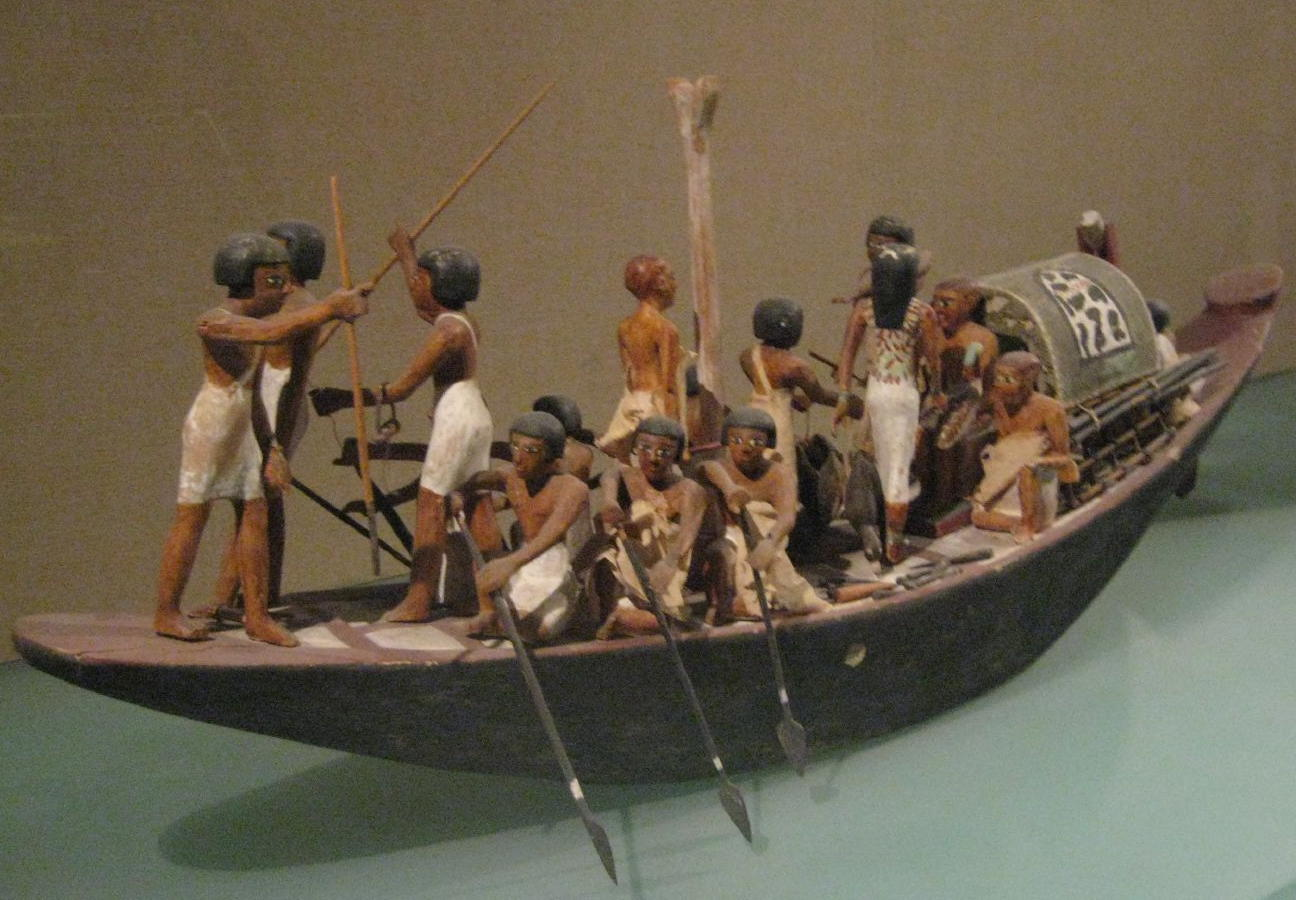
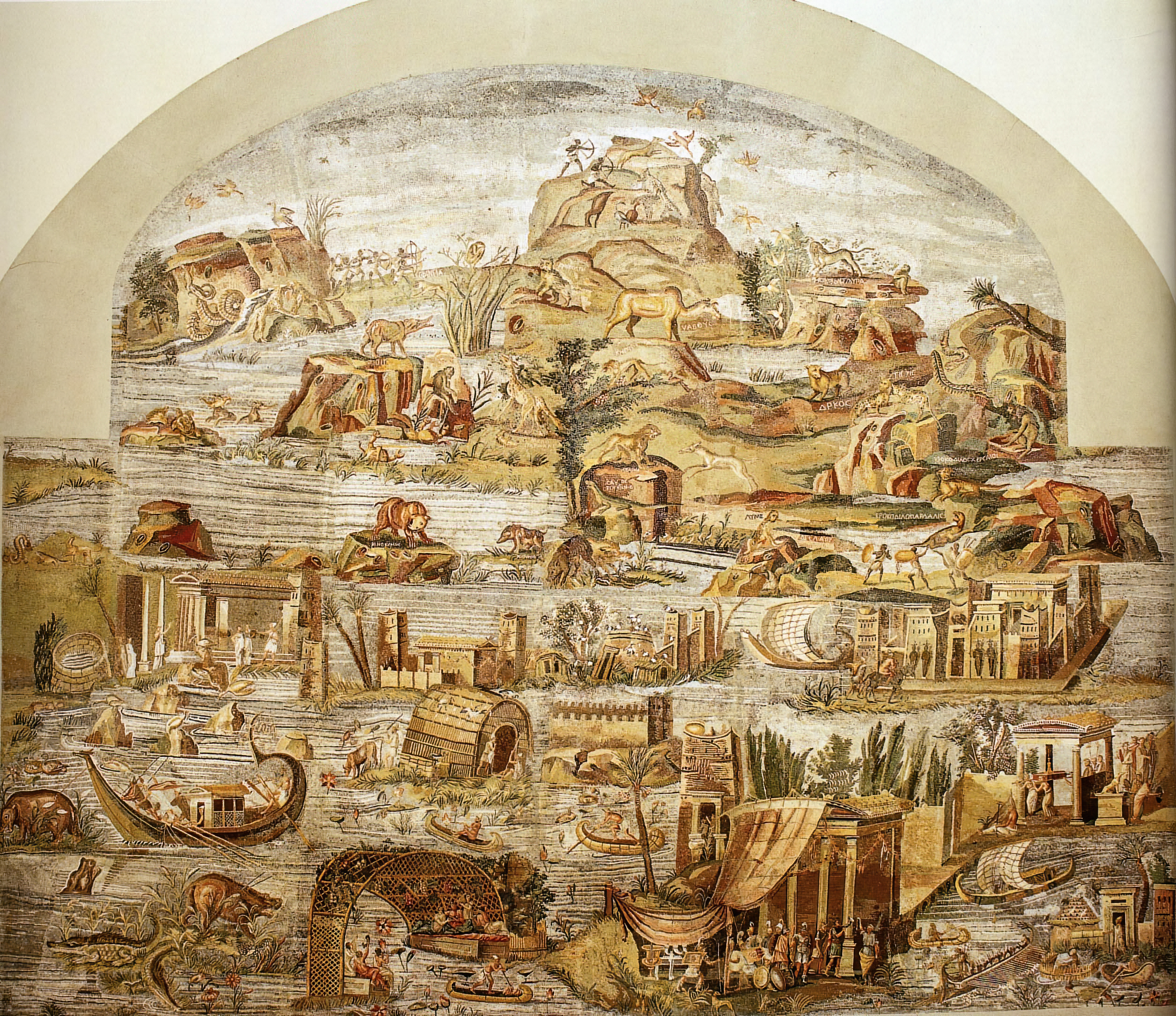
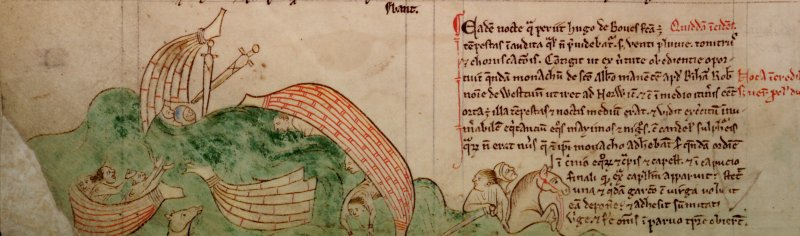